# Kreuzigungsgruppe (Wollbach, Nähe Premicher Straße)

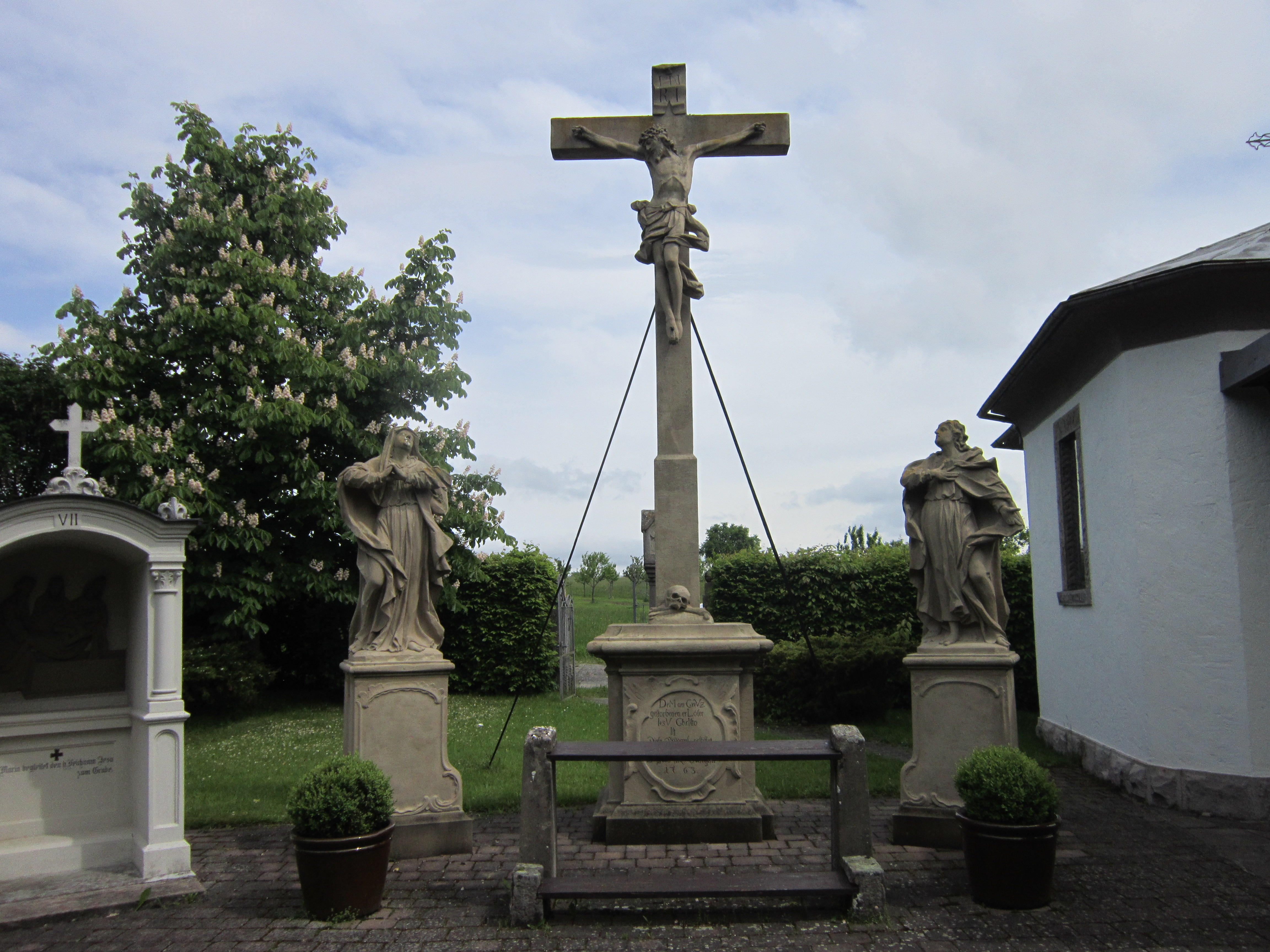
Die Kreuzigungsgruppe bei der Sieben-Schmerz-Kapelle.

Die Kreuzigungsgruppe Nähe Premicher Straße besteht aus einem Wegkreuz und den flankierenden Figuren der Maria und des Johannes und gehört zur Sieben-Schmerz-Kapelle in Wollbach, einem Gemeindeteil des Marktes Burkardroth im unterfränkischen Landkreis Bad Kissingen.
Die Kreuzigungsgruppe gehört zu den Baudenkmälern von Burkardroth und ist unter der Nummer D-6-72-117-127 in der Bayerischen Denkmalliste registriert.

## Beschreibung
Die Figurengruppe besteht aus gelbem Sandstein und entstand im Jahr 1763.

### Hochkreuz
Das Hochkreuz ist insgesamt etwa 515 cm hoch, der Sockel 130 cm. Die 16 cm hohe, profilierte Bodenplatte hat die Abmessungen 112 cm × 115 cm. Das 82 cm hohe Sockelprisma hat die Abmessungen 90 cm × 83 cm (+7 - Eckkante eingezogen). die Abschlussplatte hat eine Höhe von 32 cm, ist profiliert hervorkragend und wieder zurückspringend. Das Profil besteht aus Platte, Kehle, Falz, Wulst (größte Weite) und dann wieder zurücklaufend: Falz und Schräge: 92 cm × 90 cm. Der 114 cm hohe Schaftsockel ist eingesenkt und hat einen Querschnitt von 27 cm × 29 cm. Der Schaftquerschnitt beträgt 23 cm × 25 cm. Die Höhe des Kreuzes beträgt 385 cm, die des Korpus 160 cm. Vor dem Kreuz befinden sich ein Totenkopf und Knochen. Das Seuchenkreuz symbolisiert die Pest, die Pocken und die Cholera.

### Maria und Johannes
Der Sockel der Begleitfiguren ist 105 cm hoch. Die Sockelplatte ist unten 10 cm hoch, hat die Abmessungen 70 cm × 65 cm und verjüngt sich nach oben auf 55 cm × 55 cm. Die Sockelabschlussplatte hat ein hervorkragendes Profil aus Platte, Kehle, Falz, Wulst und zurückfliehender Platte: 63 cm × 63 cm. Die Schauseiten sind mit Seitenlisenen verziert. Im Inneren befindet sich eine Nischenandeutung mit Kreissegmentabschluss. Die betende Madonna ist 143 cm hoch, der betende Johannes etwa 144 cm. Die Gesamthöhe der Freiplastiken beträgt 245 cm.

### Schauseiteninschrift auf dem Kreuzsockel
Auf dem Kreuzsockel befindet sich eine Schauseiteninschrift als Chronogramm in barockem, kreisförmigem Kartuschenrahmen mit Zierzopf und Schleife oben (gemischte Buchstaben):

„DeM am CreVz

gestorbenen ErLöser

lesV ChriSte

Ist

Diese Bildnus gestiftet

durch en ehrsamen Johan

es Pfülb (ledig?) Junggesell

1763“

Die Großbuchstaben ergeben im Sinne eines Chronogramms als römische Zahlen gelesen die Jahreszahl 1763. Johann Pfülb war Junggeselle und lebte zwischen 1711 und 1765 in Wollbach und stiftete sein gesamtes Vermögen der Kirche.